# Hakenzahnhai
Der Hakenzahnhai (Chaenogaleus macrostoma) ist die einzige Art der monotypischen Gattung Chaenogaleus innerhalb der Wieselhaie (Hemigaleidae). Das Verbreitungsgebiet erstreckt sich im Indischen Ozean und im Indopazifik vom Golf von Oman über die Küste Pakistans, Sri Lankas und Indiens bis nach Thailand, Vietnam, China und Indonesien.

## Aussehen und Merkmale
Der Hakenzahnhai ist ein relativ kleiner und schlanker Hai mit einer durchschnittlichen Länge von 70 bis 90 cm und einer Maximallänge von 100 cm. Er hat eine hellgraue bis bronzefarbene Rückenfärbung ohne auffällige Zeichnung und einen weißen Bauch.
Der Hai besitzt eine lange Schnauze und große, runde Augen mit Nickhäuten. Er besitzt eine Afterflosse und zwei Rückenflossen. Die erste Rückenflosse ist deutlich größer ausgebildet als die zweite und beginnt hinter dem Ende der Brustflossen. Die zweite Rückenflosse sitzt der Analflosse gegenüber. Der Hai besitzt fünf vergleichsweise lange Kiemenspalten und ein sehr kleines Spritzloch (Spiraculum). Das Maul ist langgezogen und parabolisch, die hakenförmigen Unterkieferzähne ragen aus diesem hervor.

## Lebensweise
Der Hakenzahnhai lebt als häufige Art in Küstennähe im Bereich des Kontinentalschelfs sowie an Inselsockeln von der Uferzone bis in Tiefen von etwa 760 m. Er ernährt sich räuberisch vor allem von verschiedenen Knochenfischen, Krebsen und Kopffüßern.
Er ist lebendgebärend und bildet eine Dottersack-Plazenta aus (plazental vivipar). Die Weibchen bringen etwa vier Jungtiere zur Welt. Die Junghaie haben eine Größe von etwa 20 Zentimetern. Die Geschlechtsreife erreichen die Tiere bei einer Länge von ungefähr 70 cm.

## Verbreitung

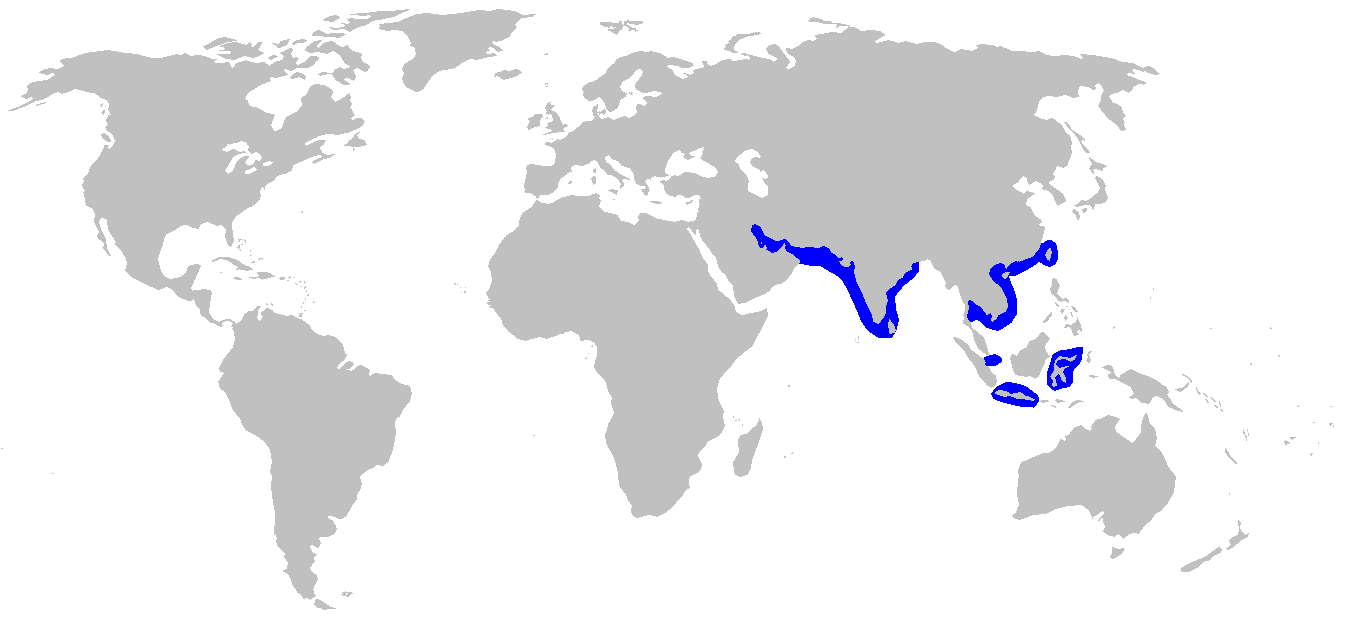
Verbreitungsgebiete des Hakenzahnhais

Das Verbreitungsgebiet des Hakenzahnhais erstreckt sich im Indischen Ozean und im Indopazifik vom Golf von Oman über die Küste Pakistans, Sri Lankas und Indiens bis nach Thailand, Vietnam, China und Indonesien.